# HMS Regulus (N88)
HMS Regulus (N88) là một tàu ngầm  lớp Rainbow được Hải quân Hoàng gia Anh chế tạo vào đầu thập niên 1930. Nó là chiếc tàu chiến thứ hai của Hải quân Anh được đặt cái tên này, theo tên một vì sao trong chòm sao Sư Tử. Nhập biên chế năm 1930, nó được phái sang phục vụ tại Viễn Đông cho đến khi Chiến tranh Thế giới thứ hai bùng nổ, và được điều về tăng cường cho lực lượng tại Địa Trung Hải khi Ý tuyên chiến với Pháp. Regulus bị mất tích trong biển Adriatic từ ngày 6 tháng 12, 1940, rất có thể do trúng thủy lôi gần Taranto, Ý.

## Thiết kế và chế tạo

### Thiết kế
Lớp Rainbow được thiết kế như phiên bản cải tiến của  lớp Parthian dẫn trước, và dự định có tầm hoạt động xa nhằm phục vụ tại Viễn Đông. Chúng có chiều dài chung 287 foot 2 inch (87,5 m), mạn tàu rộng 29 foot 10 inch (9,1 m) và mớn nước trung bình 13 foot 10 inch (4,2 m). Con tàu có trọng lượng choán nước khi nổi 1.772 tấn Anh (1.800 t) và 2.030 tấn Anh (2.063 t) khi lặn. Lớp Rainbow có thủy thủ đoàn bao gồm 56 sĩ quan và thủy thủ, và có độ sâu lặn thử nghiệm tối đa 300 ft (91 m).
Khi di chuyển trên mặt nước, lớp Rainbow được cung cấp động năng từ hai động cơ diesel công suất 2.200 mã lực phanh (1.641 kW), mỗi chiếc dẫn động một trục chân vịt. Khi lặn mỗi trục chân vịt được dẫn động bởi một động cơ điện 660 mã lực (492 kW). Lớp Rainbow đạt được tốc độ tối đa 17,5 kn (32,4 km/h) trên mặt nước và 9 hải lý trên giờ (17 km/h; 10 mph) dưới nước. Chúng có tầm hoạt động tối đa 7.050 hải lý (13.060 km) ở tốc độ đường trường 9,2 hải lý trên giờ (17,0 km/h; 10,6 mph) khi nổi, và 62 hải lý (115 km; 71 mi) ở tốc độ 4 hải lý trên giờ (7,4 km/h; 4,6 mph) khi lặn.
Con tàu được trang bị sáu ống phóng ngư lôi 21 in (530 mm) trước mũi, và thêm hai ống phóng phía đuôi tàu. Nó mang thêm sáu ngư lôi để nạp lại, nâng tổng cộng ngư lôi mang theo là 14 quả. Nó cũng được trang bị một hải pháo QF 4,7 in (120 mm) Mk IX trên boong tàu.

### Chế tạo
Regulus được đặt hàng vào ngày 28 tháng 2, 1929, và được đặt lườn tại xưởng tàu của hãng Vickers Shipbuilding and Engineering ở Barrow-in-Furness vào ngày 17 tháng 7, 1929. Nó được hạ thủy vào ngày 11 tháng 6, 1930 và nhập biên chế cùng Hải quân Hoàng gia Anh vào ngày 7 tháng 12, 1930.

## Lịch sử hoạt động
Regulus được phái đi phục vụ cùng Chi hạm đội Tàu ngầm 4 tại Trạm Trung Hoa cho đến năm 1940, và đã đặt căn cứ tại Hong Kong. Tại đây chiếc Medway, tàu tiếp liệu tàu ngầm đầu tiên được Hải quân Hoàng gia Anh chế tạo cho mục đích này, đã phục vụ tiếp liệu và bảo trì cho Regent, cũng như cho các tàu ngầm chị em Rainbow, Regent và Rover. Khi Chiến tranh Thế giới thứ hai nổ ra tại Châu Âu vào đầu tháng 9, 1939, chiếc tàu ngầm bắt đầu hoạt động tuần tra tại các vùng biển Viễn Đông, bao gồm eo biển Luzon và vùng Viễn Đông thuộc Liên Xô.
Vào tháng 10, 1939, Regulus hoạt động thu thập thông tin tình báo tại lối ra vào eo biển Bungo ngoài khơi bờ biển Nhật Bản. Nó quan sát cuộc tập trận của hạm đội Hải quân Đế quốc Nhật Bản, bao gồm tàu sân bay Ryūjō và một tàu sân bay mới nguyên, có thể là chiếc Hiryū. Chiếc tàu ngầm cũng đã xâm nhập vịnh Shibushi và vịnh Osaka ngang qua eo biển Kitan để trinh sát hình ảnh.
Vào tháng 4 và tháng 5, 1940, Regulus cùng các tàu ngầm thuộc Chi hạm đội Tàu ngầm 4 được điều sang Chi hạm đội Tàu ngầm 1, đặt căn cứ tại Alexandria, Ai Cập; vào lúc này nó được mang ký hiệu lườn N88. Dưới quyền chỉ huy của Thiếu tá Hải quân Frederick Basil Currie hạm trưởng, con tàu xuất phát từ Alexandria vào ngày 23 tháng 11, 1940 cho một chuyến tuần tra tại khu vực phía Nam biển Adriatic, và đã bị mất với tổn thất toàn bộ 55 thành viên thủy thủ đoàn. Nhiều khả năng Regulus đã trúng thủy lôi ngoài khơi Taranto, Ý vào ngày 6 tháng 12, 1940.